# Watertoren van Landen

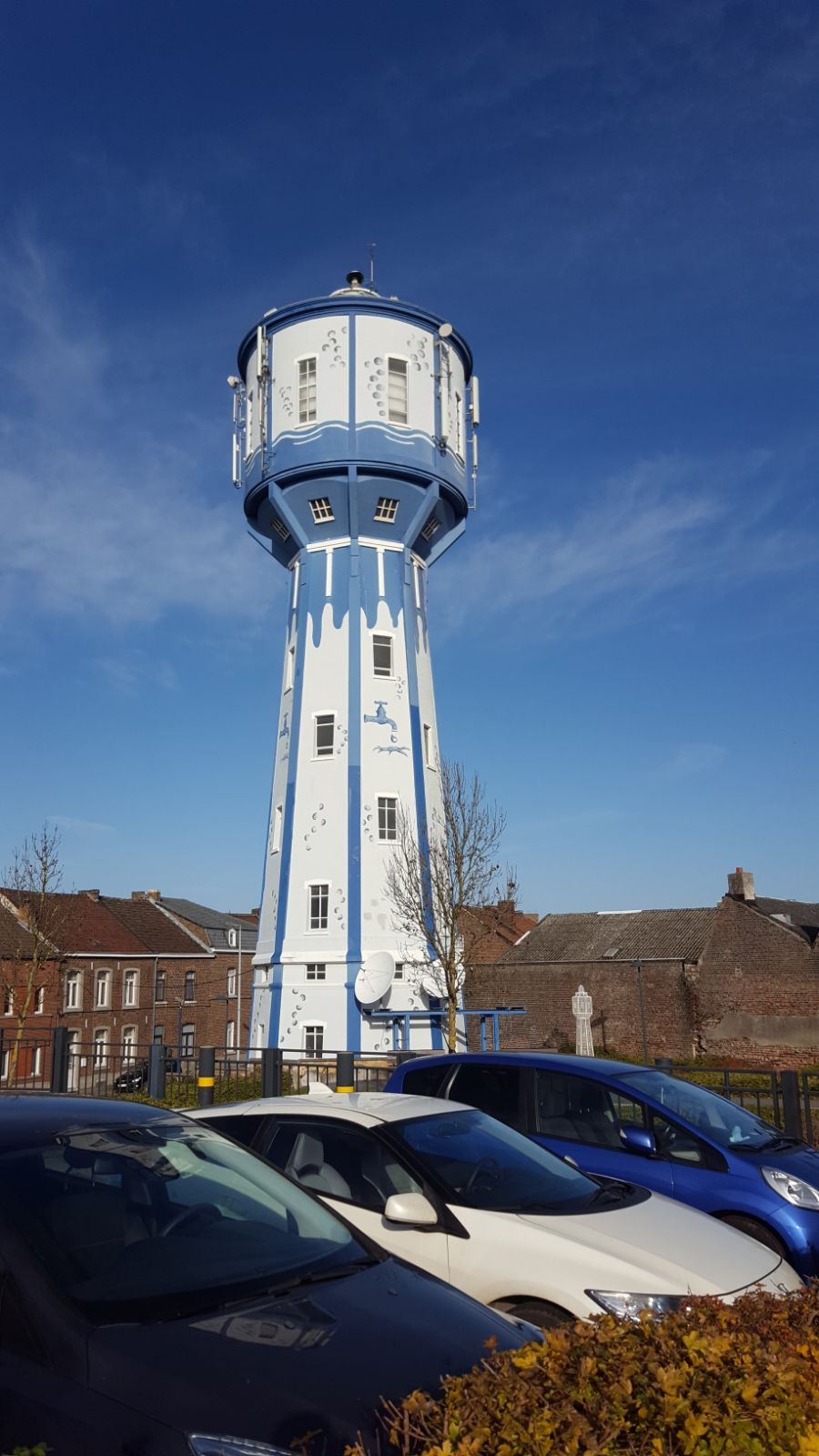
De watertoren

De Watertoren van Landen is een watertoren in Landen.
De 37 meter hoge watertoren werd in 1937 gebouwd. Op 28 augustus 1944 werd hij bij een bombardement beschadigd. Twee jaar later werden de nodige herstellingswerken uitgevoerd en hernam de toren weer zijn taak.
In 1955 werd hij gerenoveerd en kreeg de buitenkant een schildering van Roger Smolders die in naam van kunstenaar Hamers aan de slag is gegaan.
De watertoren, gelegen aan het station van Landen, is van ver te zien en is daardoor een sterk herkenningspunt in de streek. Sinds enkele jaren heeft deze toren ook haar eigen straat, nl. de Watertorenstraat.